# 科斯塔卡比羅萊拉峰
科斯塔卡比羅萊拉峰（西班牙語：Costa Cabirolera），是西班牙的山峰，位於該國東北部加泰羅尼亞，屬於前比利牛斯山山麓中卡迪山脈的一部分，海拔高度2,604米。
42°16′53″N 1°40′14″E / 42.28139°N 1.67056°E